# Маслов Микола Васильович
Ма́слов Мико́ла Васи́льович (4 травня 1880 року в Полтаві або Лубнах — 1942, Казахська РСР) — український громадський діяч і політик, юрист, сенатор Польської республіки.

## Біографія

### Навчання та професійна діяльність
Закінчив юридичний факультет в університеті Санкт-Петербурга. Під час навчання належав до української академічної організації, котра виступала за автономію України в рамках існуючого конституційного ладу Російської держави. Після закінчення навчання він став адвокатом і членом Юридичного товариства в Санкт-Петербурзі.
У роки Першої світової війни Микола Васильович працював учителем у Києві та Житомирі.
Після Лютневої революції в 1917 році став директором канцелярії української так званої «малої Ради Міністрів», а в 1919 році — директором департаменту уряду Української Народної Республіки.
Після польсько-більшовицької війни Маслов у 1920 році разом із дружиною, сином та донькою еміґрував до Польщі, згодом оселився в Луцьку, де до 1930 року працював начальником Департаменту сільськогосподарської техніки в місцевій адміністрації (пол. naczelnik Wydziału Urządzeń Rolniczych w Okręgowym Urzędzie Ziemskim).

### Громадська діяльність
Також до 1930 року він був віце-президентом, а згодом президентом Українського клубу «Рідна Хата» у Луцьку, подав у відставку з цієї посади в 1936 році, коли став головою освітнього «Товариства імені Лесі Українки».
Микола Маслов також був одним із засновників, а потім членом ради «Товариства прихильників православної освіти й охорони традицій православної віри імені митрополита Петра Могили» (установчий з'їзд відбувся 19 листопада 1931 року).
Він також був одним із засновників у листопаді 1931 року і президентом «Волинського українського театрального товариства», членом Президії (в 1933 році — ревізійної комісії) «Товариства будівництва шкіл на Волині».
Від 2 червня 1931 року розпорядженням міністра у справах релігії та народної освіти Польщі Микола Васильович призначений управителем маєтку «Православного Братства Чесного Хреста» в Луцьку.
17 жовтня 1933 року в Луцьку представники українських організацій Волині утворили Волинський громадський комітет допомоги голодуючим у Радянській Україні (ВГКДГУ). Очолив комітет сенатор Микола Маслов, заступниками стали інженер Сергій Тимошенко та професор Іван Власовський.

### Політична діяльність
Маслов став одним із засновників Волинського Українського об'єднання (пол. Wołyńskie Zjednoczenie Ukraińskie): 22 червня 1931 року він підписав у нотаріуса статут партії і став членом її головної ради, з 1935 року був головою її ревізійної комісії, а з грудня того ж року — керівником бібліотечної секції.
У 1930 році Микола Васильович став сенатором III каденції Сенату Польської республіки (1930–1935 роки) по списку 1 Безпартійного Блоку Співпраці з Урядом Польщі (пол. Bezpartyjny Blok Współpracy z Rządem, BBWR) від Волинського воєводства. У 1935 році Маслов був знову вибраний сенатором (IV каденції) від того ж воєводства. У 1938 році, під час V каденції, був призначений заступником сенатора від Волині.
Микола Маслов працював у парламентському клубі BBWR. Під час IV каденції був віце-президентом URPW.
Під час III каденції працював в комітетах: конституційному (альтернативний член), освіти і культури (альтернативний член), а в час IV каденції у таких комітетах: юридичному (секретар) і нормативному (1937–1938 роки).

### Подальша доля
Після початку Другої світової війни та радянської анексії західноукраїнських земель, Микола Васильович був заарештований органами НКВС, навесні 1940 року він був внесений до списку осіб, які будуть розстріляні, помер на засланні в Казахстані.

## Погляди
Він був одним з прихильників національної політики волинського воєводи Генрика Юзевського (пол. Henryk Jan Józewski), прагнув проведення земельної реформи, ліквідації безробіття серед української інтелігенції, вирішення питань української освіти і нормалізації правового становища Православної Церкви в Польщі.

## Родина
Микола Маслов був сином Василя й Ельжбети (пол. Elżbiety). Одружився з Вірою, активісткою жіночих організацій, що формувались під патронатом Волинського Українського Об'єднання, зокрема Союзу українських працюючих жінок (пол. Związku Ukraińskich Kobiet Pracy Obywatelskiej). (Після арешту Миколи Васильовича й вивезення до Казахстану його дружина також згодом опинилася одному з концентраційних таборів Середньої Азії.) Мали сина Леоніда — інженера-архітектора, визначного дослідника церковної та світської архітектури Західної Волині, розстріляного нацистами в Рівному або в Здолбунові.